# Gelis rufogaster
Gelis rufogaster är en stekelart som beskrevs av Carl Peter Thunberg 1827. Gelis rufogaster ingår i släktet Gelis och familjen brokparasitsteklar. Arten är reproducerande i Sverige. Inga underarter finns listade i Catalogue of Life.